# Melophorini
Melophorini es una tribu de hormigas de la subfamilia Formicinae. Se distribuyen por Australasia y Sudamérica.

## Géneros
Se reconocen los siguientes:
- Lasiophanes Emery, 1895
- Melophorus Lubbock, 1883
- Myrmecorhynchus André, 1896
- Notoncus Emery, 1895
- Notostigma Emery, 1920
- Prolasius Forel, 1892
- Pseudonotoncus Clark, 1934
- Stigmacros Forel, 1905
- Teratomyrmex McAreavey, 1957